# ダイエー相模原店
ダイエー相模原店（ダイエーさがみはらてん）は、かつて神奈川県相模原市中央区相模原三丁目にあった大型商業施設（ショッピングセンター）である。店番号は0314。

## 概要
相模原駅前の神奈川県道504号相模原停車場線の沿線に立地していた。開店セレモニーは当時のTBSアナウンサーであった久米宏が来店していた。かつて、忠実屋相模原店新館（後にダイエー相模原駅前店）があったが閉店した。2016年11月30日18時をもって閉店。
跡地に建設されたマンション「THEパームス相模原パークブライティア」内に「イオンフードスタイル相模原店」（店番号は0882）が2020年5月28日に再出店された。

## フロア構成
| 階      | フロア概要                               |
| ------- | ---------------------------------------- |
| 5階     | 専門店のフロア                           |
| 4階     | 生活用品と催事のフロア                   |
| 3階     | 紳士衣料品と雑貨と専門店のフロア         |
| 2階     | 婦人・子供の衣料品と雑貨と専門店のフロア |
| 1階     | 医薬品・化粧品・日用雑貨と専門店のフロア |
| 地下1階 | 食料品のフロア                           |

## 主なテナント
- ダイソー（5F）
- アシーネ（5F）
- らんらんらんど（4F）
- マクドナルド（1F）

## ダイエー相模原駅前店
ダイエー相模原駅前店（ダイエーさがみはらえきまえてん）は、かつて存在した大型商業施設（ショッピングセンター）である。
「忠実屋相模原店」として開業し、石井ビル内に入居していた。
忠実屋がダイエーに吸収合併の際に「ダイエー」に屋号変更され、約300mの至近距離で営業していたダイエー相模原店との重複を避けるため、「ダイエー相模原駅店」となった。
1998年に閉店。建物は解体され、現在はマンションとなっている。

## アクセス
- JR横浜線 相模原駅から徒歩3分